# Örum, Ystads kommun

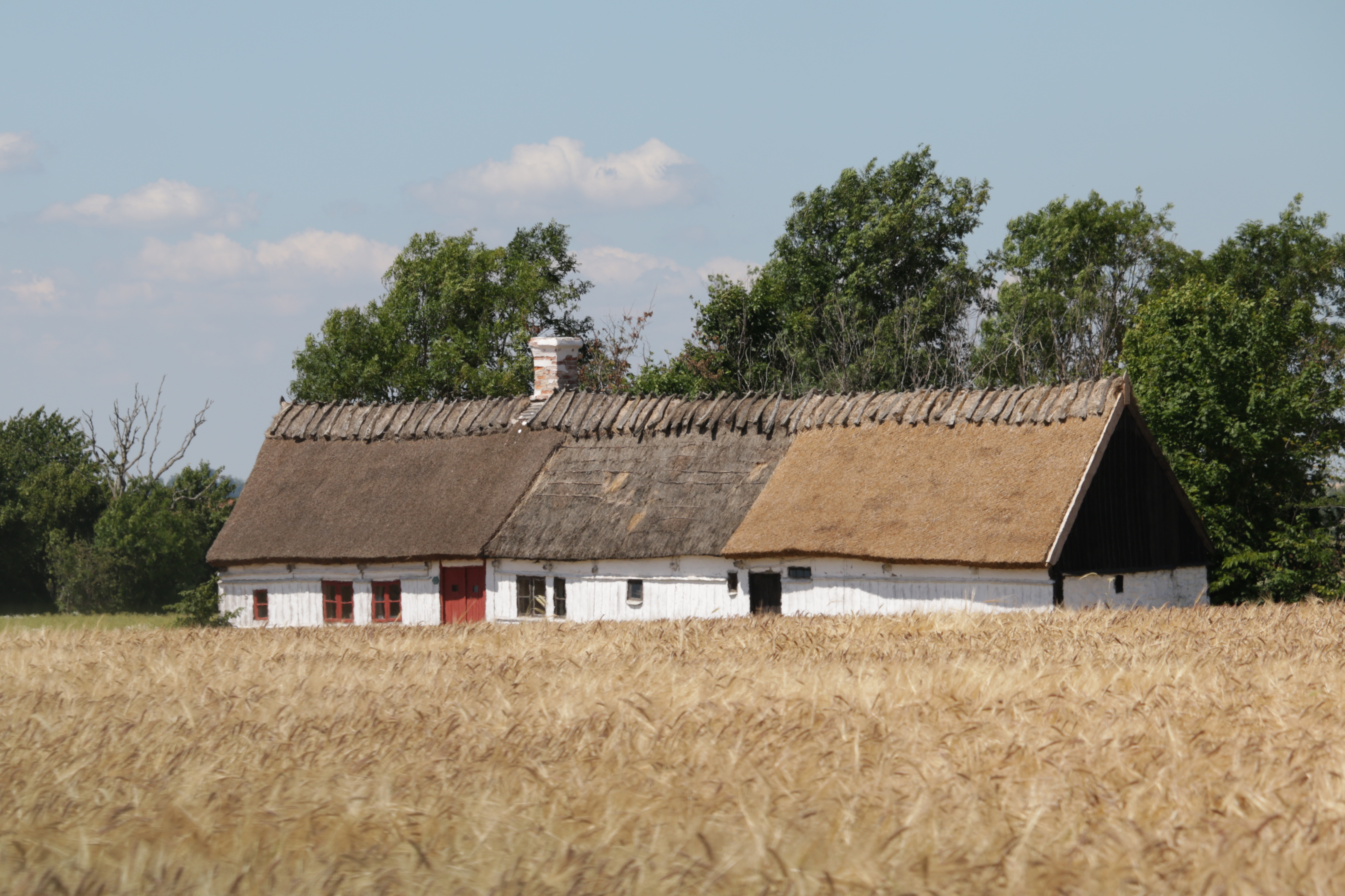
Örumshuset

Örum är en by i Hörups socken, Ystads kommun, mitt på Österlen. Byn har den gamla karaktären från 1800-talet bevarad med sina tidstypiska skånelängor. Husen står tätt på rad längs bygatan med en blandning av gårdar och hantverkslängor. Strax utanför byn ligger Örumshuset, troligen uppfört i början på 1800-talet efter enskiftet. I fd skolan finns idag Örum 119 med hotell, konferens, restaurang, trädgårdsbutik och glassverkstaden Frusen Glädje. 